# غريغ بايبس
غريغ بايبس (بالإنجليزية: Greg Pipes)‏ هو لاعب كرة القدم الكندية أمريكي، ولد في 4 أغسطس 1946 في فورت وورث في الولايات المتحدة.